# 無法の王者ジェシイ・ジェイムス
『無法の王者ジェシイ・ジェイムス』（むほうのおうじゃジェシイジェイムス、The True Story of Jesse James）は1957年のアメリカ合衆国の西部劇映画。監督はニコラス・レイ、出演はロバート・ワグナーとジェフリー・ハンターなど。アメリカ西部開拓時代の実在のアウトローであるジェシー・ジェイムズを描いた伝記映画であり、1939年の映画『地獄への道』のリメイクである。

## ストーリー
南北戦争で南軍のゲリラとして戦ったジェシー・ジェイムズが、終戦後に犯罪者となり、兄フランクや仲間と共に数々の凶悪犯罪を重ねた末に仲間の裏切りによって惨めに殺されるまでを回想を交えながら描く。

## キャスト
- ジェシー・ジェイムズ：ロバート・ワグナー - ギャングの若きボス。
- フランク・ジェイムズ（英語版）：ジェフリー・ハンター - ジェシーの兄でギャング仲間。
- ズィー（英語版）：ホープ・ラング - ジェシーの妻。
- サミュエル夫人（英語版）：アグネス・ムーアヘッド - ジェシーとフランクの母。
- コール・ヤンガー：アラン・ヘイル・Jr - ジェシーらのギャング仲間。
- バーニー・レミントン：アラン・バクスター - ジェシーらを追う探偵社の男。
- ジェスロ・ベイリー牧師：ジョン・キャラダイン - ジェシーとズィーの洗礼者。
- サミュエル医師（英語版）：バーニー・フィリップス（英語版） - ジェシーらの義父（母の再婚相手）。
- ジム・ヤンガー（英語版）：ビフ・エリオット（英語版） - コールの弟でギャング仲間。
- チャールズ・フォード（英語版）：フランク・ゴーシン - ジェシーのギャング仲間。
- ロビー・フォード（英語版）：カール・セイラー - チャールズの弟でギャング仲間。
- ボブ・ヤンガー（英語版）：アンソニー・レイ - コールとジムの弟でギャング仲間。
- クレル・ミラー（英語版）：ルイス・ズィト - ジェシーのギャング仲間。
- タッカー：クレッグ・ホイト（英語版） - ジェシーのギャング仲間。

## 作品の評価
Rotten Tomatoesによれば、7件の評論のうち高評価は86%にあたる6件で、平均点は10点満点中6.57点となっている。